# QAnon
QAnon(큐어넌)은 인터넷 커뮤니티 4chan의 /pol/ 게시판에서 유래한 미국의 음모론의 일종이다. 딥 스테이트(deep state)라고 칭하는 비밀 조직이 미국과 세계의 경제, 정치, 통치권을 장악하고 국가 전복을 노리고 있다는 음모론, 이들이 사탄을 숭배하고 식인을 하며 국제 규모의 아동 성매매 조직을 운영한다는 소위 피자게이트(Pizzagate) 음모론, 도널드 트럼프가 이들 국가 전복 음모를 막으려 하고 있다는 이야기 등을 혼합하고 있다. 2020년 미국 대선 이후 트럼프가 재선에서 실패를 부정선거라고 주장하는 배경을 제공하며 극우파 내에서 인기를 얻고 빠르게 퍼져나가 주목받았다. 2021년 미국 국회의사당 습격 사건에 영향을 주었으며 FBI에서 테러 위협으로 지정해 있다.

## 같이 보기
- 아포페니아
- 개인숭배
- 사운드 오브 프리덤